# Dane Clark
Dane Clark, pseudonimo di Bernard Zanville (New York, 26 febbraio 1912 – Santa Monica, 11 settembre 1998), è stato un attore statunitense.

## Biografia
Figlio degli immigrati ebrei Rose e Samuel, Bernard Zanville nacque a Brooklyn, dove il padre gestiva un negozio di articoli sportivi. Dopo il diploma alla Cornell University, conseguì un dottorato in legge alla St. John's University School of Law nel Queens e durante gli anni della Grande depressione fece il pugile, il giocatore di baseball, lavorò come operaio e infine come indossatore.
Venuto a contatto con ambienti artistici e con il mondo dello spettacolo, fu tentato dalla recitazione e nel 1935 iniziò a interpretare piccole parti a Broadway, ottenendo ruoli via via sempre più importanti e lavorando in produzioni come Dead End (1935-1937) e Of Mice and Men (1937-1938). Dopo il debutto sul grande schermo nel 1940, l'attore apparve in alcuni ruoli non accreditati in L'idolo delle folle (1942), L'isola della gloria (1942) e La chiave di vetro (1942).
La svolta avvenne nel 1943 con la firma di un contratto per la casa produttrice Warner Bros. Accreditato come Bernard Zanville nel film The Rear Gunner (1943), l'attore cambiò definitivamente il proprio nome in Dane Clark e apparve in alcuni dei maggiori film bellici americani durante il periodo della seconda guerra mondiale, tra cui Convoglio verso l'ignoto (1943), accanto a Humphrey Bogart, Destinazione Tokio (1943), con Cary Grant, e C'è sempre un domani (1945). In quest'ultimo film, Clark interpretò il ruolo del reduce Lee Diamond, che aiuta il protagonista Al Schmid (John Garfield), suo commilitone e amico, a reinserirsi nella vita civile dopo che questi ha perduto la vista in battaglia.
Riferendosi a sé stesso come Joe Average (uno dei nomi generalmente attribuiti al comune uomo della strada statunitense), durante gli anni quaranta Clark proseguì la carriera cinematografica senza mai diventare un divo di primo piano, ma interpretando onesti ruoli di giovanotto virile dal piglio deciso. In La luna sorge (1948) di Frank Borzage, impersonò Danny Hawkins, un giovane oppresso dal peso delle colpe di un padre delinquente, a suo tempo giustiziato; in Gong fatale (1948) interpretò il pittore Michael Gordon, che finisce sul ring per opera del rivale in amore (Zachary Scott), un ex pugile invalido che intende eliminarlo in un incontro di boxe truccato, mentre in Schiavi della paura (1950) fu il fiero Bob Peters, a capo di un gruppo di galeotti che si ribellano al dispotico padrone di una miniera (Raymond Massey). Disperato il suo ruolo di delinquente braccato in Sacrificio supremo (1951), nel quale recitò accanto a Simone Signoret, mentre ai margini della legalità fu il personaggio interpretato in Morte di un gangster (1954), un ex fuorilegge che fa fortuna a Londra con le case da gioco.
Sempre all'inizio degli anni cinquanta, Clark si affermò come interprete per il piccolo schermo, partecipando a una lunga serie di show televisivi e di telefilm. Nella stagione 1954-1955 interpretò il ruolo di Richard Adams nella serie Justice, accanto a Gary Merrill (l'avvocato Jason Tyler), un crime drama ambientato nel mondo forense newyorkese. Fu protagonista delle serie Wire Service (1956-1957) e Bold Venture (1959), diventando un volto familiare del piccolo schermo e proseguendo la carriera televisiva per i successivi tre decenni. Innumerevoli le sue partecipazioni a serie famose, come Gli intoccabili (1962-1963), Reporter alla ribalta (1968-1969), The New Adventures of Perry Mason (1973-1974), Ironside (1968-1974). Nell'episodio Il pugno della domenica della serie Ellery Queen (1975), interpretò il ruolo dell'allenatore di boxe Sam Hatter, sospettato dell'omicidio di un pugile, mentre nell'episodio Botta di sfortuna della serie poliziesca Starsky & Hutch (1976) impersonò Vic Rankin, un pianista jazz che si mette nei guai per il vizio del gioco. Vestì inoltre i panni del poliziotto sia in Pepper Anderson - Agente speciale (1974-1977) che in Sulle strade della California (1974-1978).
Gli anni ottanta videro Dane Clark ancora protagonista televisivo, con apparizioni nelle serie Fantasilandia (1979-1982), Quincy (1983), Professione pericolo (1983) e La signora in giallo, di cui interpretò due episodi nel 1984 e nel 1989, anno del suo definitivo ritiro dalle scene. L'addio al grande schermo era già avvenuto l'anno precedente con il ruolo dell'anziano Don Carlo nel drammatico L'ombra del peccato (1988).

## Vita privata
Dane Clark si sposò nel 1941 con Margot Yoder, che morì nel 1970. All'anno successivo (1971) risale il secondo matrimonio dell'attore con Geraldine Zanville, con la quale fu sposato fino alla morte, avvenuta l'11 settembre 1998, all'età di ottantasei anni.

## Filmografia

### Cinema
- Money and the Woman, regia di William K. Howard (1940) (scene cancellate)
- Sunday Punch, regia di David Miller (1942) (non accreditato)
- L'idolo delle folle (The Pride of the Yankees), regia di Sam Wood (1942) (non accreditato)
- L'isola della gloria (Wake Island), regia di John Farrow (1942) (non accreditato)
- La chiave di vetro (The Glass Key), regia di Stuart Heisler (1942) (non accreditato)
- Tennessee Johnson, regia di William Dieterle (1942) (non accreditato)
- The Rear Gunner, regia di Ray Enright (1943) (con il nome di Bernard Zanville)
- Convoglio verso l'ignoto (Action in the North Atlantic), regia di Lloyd Bacon (1943)
- Il cielo può attendere (Heaven Can Wait), regia di Ernst Lubitsch (1943) (non accreditato)
- Destinazione Tokio (Destination Tokyo), regia di Delmer Daves (1943)
- Over the Wall, regia di Jean Negulesco (1943)
- The Very Thought of You, regia di Delmer Daves (1944)
- I Won't Play, regia di Crane Wilbur (1944)
- Ho baciato una stella (Hollywood Canteen), regia di Delmer Daves (1944)
- Le tigri della Birmania (God Is My Co-Pilot), regia di Robert Florey (1945)
- C'è sempre un domani (Pride of the Marines), regia di Delmer Daves (1945)
- Tragico destino (Her Kind of Man), regia di Frederick de Cordova (1946)
- L'anima e il volto (A Stolen Life), regia di Curtis Bernhardt (1946)
- That Way with Women, regia di Frederick De Cordova (1947)
- Disperato amore (Deep Valley), regia di Jean Negulesco (1947)
- Embraceable You, regia di Felix Jacoves (1948)
- La luna sorge (Moonrise), regia di Frank Borzage (1948)
- Gong fatale (Whiplash), regia di Lewis Seiler (1948)
- Without Honor, regia di Irving Pichel (1949)
- Fuoco alle spalle (Backfire), regia di Vincent Sherman (1950)
- Schiavi della paura (Barricade), regia di Peter Godfrey (1950)
- Estremamente pericoloso (Highly Dangerous), regia di Roy Ward Baker (1950)
- Gunman in the Streets, regia di Frank Tuttle (1950)
- Never Trust a Gambler, regia di Ralph Murphy (1951)
- Il terrore dei Navajos (Fort Defiance), regia di John Rawlins (1951)
- Sacrificio supremo (Le traqué), regia di Borys Lewin (1951)
- Morte di un gangster (The Gambler and the Lady), regia di Patrick Jenkins e Sam Newfield (1952)
- Go Man Go, regia di James Wong Howe (1954)
- Delitto per procura (Murder By Proxy), regia di Terence Fisher (1954)
- Pagato per uccidere (Five Days), regia di Montgomery Tully (1954)
- Il passo dei Comanches (Thunder Pass), regia di Frank McDonald (1954)
- Port of Hell, regia di Harold D. Schuster (1954)
- The Toughest Man Alive, regia di Sidney Salkow (1955)
- La valle degli uomini perduti (Massacre), regia di Louis King (1956)
- Furia omicida (The Man Is Armed), regia di Franklin Adreon (1956)
- Jeff Blain il figlio del bandito (Outlaw's Son), regia di Lesley Selander (1957)
- The Closing Door, regia di Alexander Knox (1960) (per la TV)
- Dage i min fars hus, regia di David Nagata (1968)
- L'ultimo tramonto sulla terra dei McMasters (The McMasters), regia di Alf Kjellin (1970)
- The Face of Fear, regia di George McCowan (1971) (per la TV)
- The Family Rico, regia di Paul Wendkos (1972) (per la TV)
- Say Goodbye, Maggie Cole, regia di Jud Taylor (1972) (per la TV)
- Cop on the Beat, regia di Virgil W. Vogel (1975) (per la TV)
- Murder on Flight 502, regia di George McCowan (1975) (per la TV)
- James Dean, regia di Robert Butler (1976) (per la TV)
- Condominium, regia di Sidney Hayers (1980) (per la TV)
- The Woman Inside, regia di Joseph Van Winkle (1981)
- Blood Song, regia di Alan J. Levi (1982)
- L'ombra del peccato (Last Rites), regia di Donald P. Bellisario (1988)

### Televisione
- The Chevrolet Tele Theatre – serie TV, episodio 2x05 (1949)
- The Ford Theatre Hour – serie TV, episodio 2x07 (1949)
- The Magnavox Theatre – serie TV, episodio 1x03 (1950)
- Somerset Maugham TV Theatre – serie TV, episodio 1x16 (1951)
- Nash Airflyte Theatre – serie TV, episodi 1x08-1x22 (1950-1951)
- Lux Video Theatre – serie TV, episodio 1x23 (1951)
- Sure As Fate – serie TV, episodio 1x20 (1951)
- Lights Out – serie TV, episodio 3x34 (1951)
- Starlight Theatre – serie TV, episodio 2x23 (1951)
- Gruen Guild Playhouse – serie TV, episodio 1x01 (1951)
- Medallion Theatre – serie TV, episodio 1x03 (1953)
- The Revlon Mirror Theater – serie TV, episodio 2x05 (1953)
- The Philco Television Playhouse – serie TV, episodi 5x20-6x09 (1953-1954)
- The Philip Morris Playhouse – serie TV, episodio 1x19 (1954)
- Danger – serie TV, episodi 1x0-1x26-4x25 (1950-1954)
- Justice – serie TV, 7 episodi (1954)
- Producers' Showcase – serie TV, episodio 1x05 (1955)
- Armstrong Circle Theatre – serie TV, episodio 5x23 (1955)
- General Electric Theater – serie TV, episodio 3x30 (1955)
- Appointment with Adventure – serie TV, episodi 1x05-1x20 (1955)
- Damon Runyon Theater – serie TV, episodio 2x06 (1955)
- Scienza e fantasia (Science Fiction Theatre) – serie TV, episodi 1x20-1x33 (1955)
- Celebrity Playhouse – serie TV, episodio 1x14 (1955)
- Chevron Hall of Stars – serie TV, 2 episodi (1956)
- The 20th Century-Fox Hour – serie TV, episodio 1x09 (1956)
- The Ford Television Theatre – serie TV, episodi 3x05-4x32 (1954-1956)
- On Trial – serie TV, episodio 1x11 (1956)
- Jane Wyman Presents the Fireside Theatre – serie TV, episodi 1x05-1x20-2x16 (1955-1957)
- Studio 57 – serie TV, episodi 2x07-4x10 (1955-1957)
- Climax! – serie TV, episodi 3x24-3x38 (1957)
- Wire Service – serie TV, 14 episodi (1956-1957)
- Playhouse 90 – serie TV, episodio 2x17 (1958)
- Schlitz Playhouse of Stars – serie TV, episodi 1x20-5x12-5x47-7x20 (1952-1958)
- Suspicion – serie TV, episodio 1x21 (1958)
- Studio One – serie TV, episodio 10x33 (1958)
- Carovane verso il West (Wagon Train) – serie TV, episodio 1x37 (1958)
- Target – serie TV, episodio 1x19 (1958)
- Pursuit – serie TV, episodio 1x12 (1959)
- Bold Venture – serie TV, 43 episodi (1959)
- Buick-Electra Playhouse – serie TV, episodio 1x01 (1959)
- The Chevy Mystery Show – serie TV, episodio 1x08 (1960)
- Gli uomini della prateria (Rawhide) – serie TV, episodio 3x04 (1960)
- The United States Steel Hour – serie TV, episodio 8x11 (1961)
- Play of the Week – serie TV, episodi 1x13-2x23 (1960-1961)
- Ai confini della realtà (The Twilight Zone) – serie TV, episodio 2x21 (1961)
- Camera Three – serie TV, episodio 7x21 (1962)
- Gli intoccabili (The Untouchables) – serie TV, episodi 4x06-4x16 (1962-1963)
- The DuPont Show of the Week – serie TV, episodi 1x25-1x27-3x06 (1962-1963)
- La legge di Burke (Burke's Law) – serie TV, episodio 2x07 (1964)
- La parola alla difesa (The Defenders) – serie TV, episodio 4x16 (1965)
- The Crisis – serie TV, episodio 2x26 (1965)
- Ben Casey – serie TV, episodi 4x07-5x18 (1964-1966)
- N.Y.P.D. – serie TV, episodio 1x13 (1967)
- The Danny Thomas Hour – serie TV, episodio 1x17 (1968)
- Le spie (I Spy) – serie TV, episodi 1x28-3x24 (1966-1968)
- Reporter alla ribalta (The Name of the Game) – serie TV, episodi 1x06-2x06 (1968-1969)
- Bracken's World – serie TV, episodio 1x13 (1969)
- The Bill Cosby Show – serie TV, episodio 1x23 (1970)
- The Silent Force – serie TV, episodio 1x04 (1970)
- Il virginiano (The Virginian) – serie TV, episodio 9x05 (1970)
- San Francisco International Airport – serie TV, episodio 1x04 (1970)
- Mannix – serie TV, episodi 3x15-4x01-4x17 (1970-1971)
- Dan August – serie TV, episodio 1x23 (1971)
- Difesa a oltranza (Owen Marshall: Counselor at Law) – serie TV, episodio 1x01 (1971)
- Lo sceriffo del sud (Cade's County) – serie TV, episodio 1x09 (1971)
- Mistero in galleria (Night Gallery) – serie TV, episodio 3x05 (1972)
- Missione impossibile (Mission: Impossible) – serie TV, episodio 7x09 (1972)
- Mod Squad, i ragazzi di Greer (The Mod Squad) – serie TV, episodio 5x13 (1972)
- Search – serie TV, episodio 1x14 (1973)
- The New Adventures of Perry Mason – serie TV, 14 episodi (1973-1974)
- A tutte le auto della polizia (The Rookies) – serie TV, episodi 1x02-2x20 (1972-1974)
- Ironside – serie TV, 6 episodi (1968-1974)
- Cannon – serie TV, episodio 4x07 (1974)
- Archer – serie TV, episodio 1x06 (1975)
- Lotta per la vita (Medical Story) – serie TV, episodio 1x03 (1975)
- Bronk – serie TV, episodio 1x07 (1975)
- Matt Helm – serie TV, episodio 1x12 (1975)
- Ellery Queen – serie TV, episodio 1x13 (1976)
- Starsky & Hutch (Starsky and Hutch) – serie TV, episodio 1x16 (1976)
- Squadra Most Wanted (Most Wanted) – serie TV, episodio 1x06 (1976)
- Militari di carriera (Once an Eagle) – miniserie TV (1976)
- McMillan e signora (Mcmillan & Wife) – serie TV, episodio 6x01 (1976)
- Pepper Anderson - Agente speciale (Police Woman) – serie TV, episodi 1x06-2x21-2x23-4x02 (1974-1977)
- Switch – serie TV, episodio 3x09 (1977)
- Sulle strade della California (Police Story) – serie TV, 7 episodi (1974-1978)
- Vega$ – serie TV, episodio 1x01 (1978)
- Nel tunnel dei misteri con Nancy Drew e gli Hardy Boys (The Hardy Boys/Nancy Drew Mystery) – serie TV, episodi 1x12-3x05 (1977-1978)
- Hawaii Squadra Cinque Zero (Hawaii Five-O) – serie TV, episodi 7x22-9x19-11x08 (1975-1978)
- Pattuglia recupero (Salvage 1) – serie TV, episodio 1x02 (1979)
- Il transatlantico della paura (The French Atlantic Affair) – miniserie TV (1979)
- Riker – serie TV, episodio 1x01 (1981)
- Fantasilandia (Fantasy Island) – serie TV, episodi 3x10-4x05-5x19 (1979-1982)
- Matt Houston – serie TV, episodio 1x16 (1983)
- Quincy – serie TV, episodio 8x19 (1983)
- Professione pericolo (The Fall Guy) – serie TV, episodio 2x21 (1983)
- Simon & Simon – serie TV, episodio 3x06 (1983)
- Mike Hammer investigatore privato (Mike Hammer) – serie TV, episodio 1x09 (1984)
- Autostop per il cielo (Highway to Heaven) – serie TV, episodio 1x22 (1985)
- La signora in giallo (Murder, She Wrote) – serie TV, episodi 1x08-6x03 (1984-1989)
- Un detective in corsia (Diagnosis: Murder) – serie TV, episodio 2x04 (1994)

## Doppiatori italiani
Nelle versioni in italiano dei suoi film, Dane Clark è stato doppiato da:
- Gualtiero De Angelis in L'anima e il volto, La luna sorge
- Pino Locchi in Pagato per uccidere, Ai confini della realtà
- Stefano Sibaldi in Ho baciato una stella
- Adolfo Geri in Destinazione Tokio
- Emilio Cigoli in Il terrore dei Navajos